# Lacarre
Lacarre (Lakarra en euskera) es una comuna francesa de la región de Aquitania en el departamento de Pirineos Atlánticos.
El topónimo Lacarre fue mencionado por primera vez a mediados del siglo XII con el nombre de Lecarre.

## Demografía
| Gráfica de evolución demográfica de Lacarre entre 1800 y 2012 |
|                                                               |

Fuentes: Ldh/EHESS/Cassini e INSEE.